# Hîncești
Hîncești, tidigare även Kotovsk (ryska: Котовск), är en distriktshuvudort i Moldavien. Den ligger i distriktet Hîncești, i den centrala delen av landet, vid västra sidan av ett vattendrag. Hîncești ligger 127 meter över havet och antalet invånare är 16 900.
Terrängen runt Hîncești är huvudsakligen platt, men norrut är den kuperad. Hîncești ligger nere i en dal. Trakten runt Hîncești består till största delen av jordbruksmark.